# Jong PSV in het seizoen 2015/16
Het seizoen 2015/16 was het derde seizoen dat Jong PSV, het tweede elftal van de club PSV, uitkwam in de Eerste divisie. 
Jong PSV had net als het andere beloftenelftal, Jong Ajax, niet de mogelijkheid om te promoveren of om deel te nemen aan de nacompetitie. Wel konden ze kampioen worden. De selectie en de spelers die de beloftenelftallen in de Eerste divisie mochten opstellen, waren gebonden aan een aantal door de KNVB bepaalde restricties. Zo mochten spelers van de club die in het seizoen niet meer dan vijftien keer zijn uitgekomen voor het eerste elftal, ook uitkomen voor het beloftenteam.

## Selectie 2015/2016
| Nat.                | Naam                   | Positie | Eerste divisie | Eerste divisie | Contract | Seizoen (sinds deelname Eerste divisie) | Vorige club            | Debuut (sinds deelname Eerste divisie) |         |         |         |         |         |         |         |         |         |         |
| Nat.                | Naam                   | Positie | W              |                | Contract | Seizoen (sinds deelname Eerste divisie) | Vorige club            | Debuut (sinds deelname Eerste divisie) |         |         |         |         |         |         |         |         |         |         |
| Keepers             | Keepers                | Keepers | Keepers        | Keepers        | Keepers  | Keepers                                 | Keepers                | Keepers                                | Keepers | Keepers | Keepers | Keepers | Keepers | Keepers | Keepers | Keepers | Keepers | Keepers |
| ------------------- | ---------------------- | ------- | -------------- | -------------- | -------- | --------------------------------------- | ---------------------- | -------------------------------------- | ------- | ------- | ------- | ------- | ------- | ------- | ------- | ------- | ------- | ------- |
| Vlag van Nederland  | Jesse Bertrams         | DM      | 13             | 0              | 2016     | 3e                                      | Jeugdopleiding         | 28 oktober 2013                        |         |         |         |         |         |         |         |         |         |         |
| Vlag van Nederland  | Luuk Koopmans*         | DM      | 13             | 0              | 2018     | 1e                                      | FC Oss                 | 10 augustus 2015                       |         |         |         |         |         |         |         |         |         |         |
| Vlag van Denemarken | Lasse Mikkelsen        | DM      | 0              | 0              | 2017     | 1e                                      | Jeugdopleiding         |                                        |         |         |         |         |         |         |         |         |         |         |
| Vlag van Nederland  | Yanick van Osch        | DM      | 5              | 0              |          | 2e                                      | Jeugdopleiding         | 2 oktober 2015                         |         |         |         |         |         |         |         |         |         |         |
| Vlag van Nederland  | Remko Pasveer*         | DM      | 5              | 0              | 2017     | 2e                                      | Heracles Almelo        | 2 december 2014                        |         |         |         |         |         |         |         |         |         |         |
| Verdedigers         |                        |         |                |                |          |                                         |                        |                                        |         |         |         |         |         |         |         |         |         |         |
| Vlag van Nederland  | Dirk Abels             | RV      | 2              | 0              |          | 2e                                      | Jeugdopleiding         | 9 augustus 2014                        |         |         |         |         |         |         |         |         |         |         |
| Vlag van Nederland  | Suently Alberto        | CV      | 26             | 1              | 2018     | 3e                                      | Jeugdopleiding         | 28 maart 2014                          |         |         |         |         |         |         |         |         |         |         |
| Vlag van Nederland  | Sven Blummel           | LV      | 10             | 1              | 2017     | 1e                                      | RKSV Schijndel         | 18 september 2015                      |         |         |         |         |         |         |         |         |         |         |
| Vlag van Nederland  | Jurich Carolina        | CV      | 9              | 0              | 2018     | 1e                                      | AZ                     | 10 augustus 2015                       |         |         |         |         |         |         |         |         |         |         |
| Vlag van Nederland  | Bob Groenendijk        | LV/CV   | 1              | 0              |          | 1e                                      | Jeugdopleiding         | 18 december 2015                       |         |         |         |         |         |         |         |         |         |         |
| Vlag van Nederland  | Sander Heesakkers      | LV      | 14             | 1              | 2016     | 3e                                      | Jeugdopleiding         | 30 september 2013                      |         |         |         |         |         |         |         |         |         |         |
| Vlag van IJsland    | Hjörtur Hermannsson    | CV      | 17             | 0              | 2018     | 3e                                      | Fylkir Reykjavík       | 19 augustus 2013                       |         |         |         |         |         |         |         |         |         |         |
| Vlag van Nederland  | Menno Koch*            | CV      | 16             | 2              | 2018     | 3e                                      | Jeugdopleiding         | 3 augustus 2013                        |         |         |         |         |         |         |         |         |         |         |
| Vlag van Nederland  | Augustine Loof         | CV      | 28             | 0              | 2016     | 2e                                      | Jeugdopleiding         | 3 oktober 2014                         |         |         |         |         |         |         |         |         |         |         |
| Vlag van Denemarken | Simon Poulsen*         | LV      | 9              | 0              | 2017     | 1e                                      | Jeugdopleiding         | 30 november 2015                       |         |         |         |         |         |         |         |         |         |         |
| Vlag van Nederland  | Bram van Vlerken       | CV/RV   | 18             | 0              | 2016     | 3e                                      | Jeugdopleiding         | 14 februari 2014                       |         |         |         |         |         |         |         |         |         |         |
| Vlag van Nederland  | Jordy de Wijs          | CV/LV   | 21             | 3              | 2016     | 3e                                      | Jeugdopleiding         | 28 februari 2014                       |         |         |         |         |         |         |         |         |         |         |
| Vlag van Nederland  | Jetro Willems*         | LB      | 1              | 0              | 2017     | 2e                                      | Sparta Rotterdam       | 15 augustus 2014                       |         |         |         |         |         |         |         |         |         |         |
| Middenvelders       |                        |         |                |                |          |                                         |                        |                                        |         |         |         |         |         |         |         |         |         |         |
| Vlag van Nederland  | Laros Duarte           | CM      | 7              | 0              | 2018     | 1e                                      | Jeugdopleiding         | 2 oktober 2015                         |         |         |         |         |         |         |         |         |         |         |
| Vlag van Nederland  | Arnaut Groeneveld      | CAM     | 1              | 0              |          | 1e                                      | Jeugdopleiding         | 11 december 2015                       |         |         |         |         |         |         |         |         |         |         |
| Vlag van IJsland    | Albert Gudmundsson     | CAM/CA  | 14             | 1              | 2018     | 1e                                      | SC Heerenveen          | 25 september 2015                      |         |         |         |         |         |         |         |         |         |         |
| Vlag van Nederland  | Clint Leemans          | CM      | 32             | 5              | 2016     | 3e                                      | Jeugdopleiding         | 20 september 2013                      |         |         |         |         |         |         |         |         |         |         |
| Vlag van Servië     | Andrija Luković        | CAM/CA  | 11             | 0              | 2017     | 2e                                      | FK Rad                 | 22 augustus 2014                       |         |         |         |         |         |         |         |         |         |         |
| Vlag van Zweden     | Ramon Pascal Lundqvist | CM      | 13             | 0              | 2019     | 1e                                      | Jeugdopleiding         | 29 augustus 2015                       |         |         |         |         |         |         |         |         |         |         |
| Vlag van Nederland  | Adam Maher*            | CAM     | 6              | 1              | 2018     | 1e                                      | AZ                     | 26 februari 2016                       |         |         |         |         |         |         |         |         |         |         |
| Vlag van Nederland  | Kenneth Paal           | CAM/CA  | 34             | 3              | 2016     | 2e                                      | Jeugdopleiding         | 9 augustus 2014                        |         |         |         |         |         |         |         |         |         |         |
| Vlag van Oostenrijk | Marcel Ritzmaier*      | CM      | 2              | 0              | 2018     | 2e                                      | SC Cambuur (huurbasis) | 24 november 2014                       |         |         |         |         |         |         |         |         |         |         |
| Vlag van België     | Olivier Rommens        | CM      | 26             | 1              | 2016     | 2e                                      | Jeugdopleiding         | 9 augustus 2014                        |         |         |         |         |         |         |         |         |         |         |
| Vlag van België     | Philippe Rommens       | CM      | 2              | 0              | 2018     | 2e                                      | Jeugdopleiding         | 19 september 2014                      |         |         |         |         |         |         |         |         |         |         |
| Vlag van Nederland  | Rai Vloet*             | CAM/CA  | 12             | 7              | 2018     | 3e                                      | Jeugdopleiding         | 20 september 2013                      |         |         |         |         |         |         |         |         |         |         |
| Aanvallers          |                        |         |                |                |          |                                         |                        |                                        |         |         |         |         |         |         |         |         |         |         |
| Vlag van Nederland  | Martijn Berden         | RS      | 1              | 0              |          | 1e                                      | Jeugdopleiding         | 18 september 2015                      |         |         |         |         |         |         |         |         |         |         |
| Vlag van Nederland  | Steven Bergwijn*       | LS/RS   | 20             | 9              | 2020     | 2e                                      | Jeugdopleiding         | 9 augustus 2014                        |         |         |         |         |         |         |         |         |         |         |
| Vlag van Montenegro | Aleksandar Boljević    | LS      | 25             | 5              | 2017     | 3e                                      | FK Zeta                | 20 januari 2014                        |         |         |         |         |         |         |         |         |         |         |
| Vlag van Montenegro | Boris Cmiljanic        | CS      | 18             | 3              | 2017     | 2e                                      | Buducnost Podgorica    | 9 augustus 2014                        |         |         |         |         |         |         |         |         |         |         |
| Vlag van Peru       | Luiz Humberto Da Silva | RS      | 16             | 2              | 2018     | 1e                                      | Sporting Cristal       | 18 januari 2016                        |         |         |         |         |         |         |         |         |         |         |
| Vlag van Nederland  | Florian Jozefzoon*     | RS/LS   | 6              | 0              | 2016     | 3e                                      | RKC Waalwijk           | 2 september 2013                       |         |         |         |         |         |         |         |         |         |         |
| Vlag van Nederland  | Joey Konings           | CS      | 1              | 0              | 2018     | 1e                                      | Jeugdopleiding         | 27 november 2015                       |         |         |         |         |         |         |         |         |         |         |
| Vlag van Nederland  | Sam Lammers            | CS      | 16             | 1              | 2018     | 1e                                      | Jeugdopleiding         | 10 augustus 2015                       |         |         |         |         |         |         |         |         |         |         |
| Vlag van Denemarken | Nikolai Laursen        | LS/RS   | 8              | 1              | 2018     | 1e                                      | Brøndby IF             | 10 augustus 2015                       |         |         |         |         |         |         |         |         |         |         |
| Vlag van België     | Maxime Lestienne*      | LS      | 1              | 0              | 2016     | 1e                                      | Al-Arabi               | 19 februari 2016                       |         |         |         |         |         |         |         |         |         |         |
| Vlag van Nederland  | Dani van der Moot      | CS      | 1              | 0              | 2016     | 2e                                      | Jeugdopleiding         | 19 december 2014                       |         |         |         |         |         |         |         |         |         |         |
| Vlag van Ivoorkust  | Moussa Sanoh           | RS/CS   | 13             | 2              | 2016     | 3e                                      | Jeugdopleiding         | 7 maart 2014                           |         |         |         |         |         |         |         |         |         |         |
| Vlag van Italië     | Gianluca Scamacca      | CS      | 2              | 0              | 2017     | 1e                                      | Jeugdopleiding         | 22 januari 2016                        |         |         |         |         |         |         |         |         |         |         |
| Vlag van België     | Matthias Verreth       | RS      | 1              | 0              | 2017     | 1e                                      | Jeugdopleiding         | 26 februari 2016                       |         |         |         |         |         |         |         |         |         |         |

Spelers met een * zijn ook lid van de A-selectie.

## Transfers 2015/16
Aangetrokken
|                     | Naam                   | Positie      | Oude club                      | Land       | Per            | Transfersom |
|                     | Transfers              | Transfers    | Transfers                      | Transfers  | Transfers      | Transfers   |
| ------------------- | ---------------------- | ------------ | ------------------------------ | ---------- | -------------- | ----------- |
| Vlag van Nederland  | Jurich Carolina        | Verdediger   | AZ (Jeugdopleiding)            | Nederland  | 1 juli 2015    | -           |
| Vlag van IJsland    | Albert Gudmundsson     | Middenvelder | SC Heerenveen (Jeugdopleiding) | Nederland  | 1 juli 2015    | -           |
| Vlag van Peru       | Luiz Humberto Da Silva | Aanvaller    | Sporting Cristal               | Peru       | 3 januari 2016 | -           |
| Vlag van Nederland  | Luuk Koopmans          | Keeper       | FC Oss                         | Nederland  | 1 juli 2015    | € 100.000   |
| Vlag van Denemarken | Nikolai Laursen        | Aanvaller    | Brøndby IF                     | Denemarken | 1 juli 2015    | € 1.000.000 |

Vertrokken
|                     | Naam               | Positie                | Nieuwe Club       | Land       | Per              | Transfersom |
|                     | Einde Huur         | Einde Huur             | Einde Huur        | Einde Huur | Einde Huur       | Einde Huur  |
| ------------------- | ------------------ | ---------------------- | ----------------- | ---------- | ---------------- | ----------- |
| Vlag van België     | François Marquet   | Middenvelder           | Excel Moeskroen   | België     | 1 juli 2015      | n.v.t.      |
| Vlag van Nederland  | Danny Wintjens     | Keeper                 | Bocholter VV      | België     | 1 juli 2015      | n.v.t.      |
|                     | Transfervrij       |                        |                   |            |                  |             |
| Vlag van België     | Zakaria Bakkali    | Aanvaller              | Valencia CF       | Spanje     | 6 juli 2015      | n.v.t.      |
| Vlag van Nederland  | Nigel Bertrams     | Keeper                 | Willem II         | Nederland  | 29 juli 2015     | n.v.t.      |
| Vlag van Nederland  | Farshad Noor       | Verdediger             | Roda JC           | Nederland  | 7 augustus 2015  | n.v.t.      |
| Vlag van Nederland  | Elvio van Overbeek | Aanvaller              | Go Ahead Eagles   | Nederland  | 1 juli 2015      | n.v.t.      |
| Vlag van Nederland  | Erik Quekel        | Aanvaller              | De Graafschap     | Nederland  | 1 juli 2015      | n.v.t.      |
| Vlag van Nederland  | Mohamed Rayhi      | Aanvaller              | NEC               | Nederland  | 1 juli 2015      | n.v.t.      |
| Vlag van Montenegro | Andjelo Rudović    | Middenvelder           | Mladost Podgorica | Montenegro | 1 augustus 2015  | n.v.t.      |
| Vlag van Ivoorkust  | Moussa Sanoh       | Aanvaller              | RKC Waalwijk      | Nederland  | 1 februari 2016  | n.v.t.      |
| Vlag van Nederland  | Abel Tamata        | Verdediger             | FC Groningen      | Nederland  | 1 juli 2015      | n.v.t.      |
|                     | Verhuurd           |                        |                   |            |                  |             |
| Vlag van Oostenrijk | Marcel Ritzmaier   | Middenvelder           | NEC               | Nederland  | 24 augustus 2015 | n.v.t.      |
| Vlag van Nederland  | Rai Vloet          | Middenvelder/Aanvaller | SC Cambuur        | Nederland  | 29 januari 2016  | n.v.t.      |

## Eerste divisie

### Statistieken
| 1e speelronde | Jong PSV | 1 - 0 (1 - 0)                             | Go Ahead Eagles                                                                                   | Selectie Jong PSV: |
| ma. 10 augustus 2015 Aanvangstijd: 20:00 uur Plaats: Eindhoven Philips Stadion Toeschouwers: 1.074 Scheidsrechter: Davy Otto                     | Olivier Rommens 25' | 1 - 0                                     |                                                                                                   | BASISOPSTELLING: Koopmans - Loof, Hermannsson, De Wijs, Heesakkers - O. Rommens, Leemans, Paal - Sanoh, Lammers, Boljević RESERVEBANK: Bertrams, Carolina, Groenendijk, Lukovic, Gudmundsson, Lundqvist, Laursen WISSELS: 32' Carolina - Hermannsson 65' Laursen - Sanoh 90' Lukovic - Boljević                  |
| Moussa Sanoh(28'), Aleksandar Boljević(83') | |                                           |                                                                                                   | |
| 2e speelronde | MVV Maastricht | 2 - 3 (1 - 0)                             | Jong PSV                                                                                          | Selectie Jong PSV: |
| vr. 14 augustus 2015 Aanvangstijd: 20:00 uur Plaats: Maastricht De Geusselt Toeschouwers: 2.500 Scheidsrechter: Richard Martens                  | Stef Peeters 16' Pieter Nys 90' | 1 - 0 1 - 1 1 - 2 1 - 3 2 - 3             | 56' Sander Heesakkers 65' Clint Leemans (pen.) 86' Boris Cmiljanic                                | BASISOPSTELLING: Koopmans - Loof, Hermannsson, Carolina, Heesakkers - O. Rommens, Leemans, Paal - Sanoh, Lammers, Ritzmaier RESERVEBANK: Bertrams, De Wijs, Groenendijk, Lukovic, Blummel, Cmiljanic, Boljević WISSELS: 46' De Wijs - Carolina 58' Boljević - Sanoh 80' Cmiljanic - Lammers                      |
| | |                                           |                                                                                                   | |
| 3e speelronde | Jong PSV | 1 - 5 (0 - 3)                             | VVV-Venlo                                                                                         | Selectie Jong PSV: |
| vr. 21 augustus 2015 Aanvangstijd: 20:00 uur Plaats: Eindhoven De Herdgang Toeschouwers: 1.200 Scheidsrechter: Stijn Berben                      | Sam Lammers 56' | 0 - 1 0 - 2 0 - 3 1 - 3 1 - 4 1 - 5       | 22' Gianluca Nijholt 28' Jonathan Opoku 45' Gianluca Nijholt 73' Robin Buwalda 83' Jonathan Opoku | BASISOPSTELLING: Bertrams - Loof, Hermannsson, Carolina, Heesakkers - Paal, Leemans, Ritzmaier - Bergwijn, Lammers, Boljević RESERVEBANK: Van Osch, Abels, Lukovic, Gudmundsson, O. Rommens, Sanoh, Cmiljanic WISSELS: 46' Abels - Hermannsson 46' O. Rommens - Leemans 55' Cmiljanic - Bergwijn                 |
| Sam Lammers(66') | |                                           |                                                                                                   | |
| 4e speelronde | RKC Waalwijk | 1 - 2 (0 - 0)                             | Jong PSV                                                                                          | Selectie Jong PSV: |
| za. 29 augustus 2015 Aanvangstijd: 19:45 uur Plaats: Waalwijk Mandemakers Stadion Toeschouwers: 3.400 Scheidsrechter: Ingmar Oostrom             | Steef Nieuwendaal 90+3' | 0 - 1 0 - 2 1 - 2                         | 80' Steven Bergwijn 90+2' Rai Vloet                                                               | BASISOPSTELLING: Bertrams - Loof, Alberto, De Wijs, Carolina - O. Rommens, Vloet, Paal - Sanoh, Lammers, Bergwijn RESERVEBANK: Van Osch, Abels, Hermannsson, Lukovic, Lundqvist, Cmiljanic, Boljević WISSELS: 56' Boljević - Sanoh 66' Lundqvist - Lammers 90' Cmiljanic - Bergwijn                              |
| Rai Vloet(23') | |                                           |                                                                                                   | |
| 5e speelronde | FC Volendam | 3 - 0 (2 - 0)                             | Jong PSV                                                                                          | Selectie Jong PSV: |
| vr. 11 september 2015 Aanvangstijd: 20:00 uur Plaats: Volendam Krasstadion Toeschouwers: 4.482 Scheidsrechter: Erwin Blank                       | Bert Steltenpool 27' Bert Steltenpool 38' Bert Steltenpool 50'                                                                                                 | 1 - 0 2 - 0 3 - 0                         |                                                                                                   | BASISOPSTELLING: Bertrams - Loof, Alberto, De Wijs, Carolina - O. Rommens, Leemans, Paal - Sanoh, Lammers, Bergwijn RESERVEBANK: Mikkelsen, Hermannsson, Heesakkers, Groenendijk, Lukovic, Blummel, Cmiljanic WISSELS: 46' Heesakkers - Carolina 46' Cmiljanic - Sanoh 73' Hermannsson - De Wijs                 |
| | |                                           |                                                                                                   | |
| 6e speelronde | Jong PSV | 0 - 3 (0 - 3)                             | Sparta Rotterdam                                                                                  | Selectie Jong PSV: |
| vr. 18 september 2015 Aanvangstijd: 20:00 uur Plaats: Eindhoven De Herdgang Toeschouwers: 700 Scheidsrechter: Joey Kooij                         | | 0 - 1 0 - 2 0 - 3                         | 10' Thomas Verhaar 19' Loris Brogno 40' Thomas Verhaar (pen.)                                     | BASISOPSTELLING: Bertrams - Loof, Hermannsson, Alberto, Heesakkers - O. Rommens, Leemans, Lundqvist - Berden, Cmiljanic, Bergwijn RESERVEBANK: Van Osch, Abels, Lukovic, Duarte, Blummel, Sanoh, Lammers WISSELS: 62' Blummel - Alberto 62' Lukovic - Bergwijn 81' Lammers - Cmiljanic                           |
| Olivier Rommens(82') | |                                           |                                                                                                   | |
| 7e speelronde | FC Emmen | 1 - 1 (0 - 0)                             | Jong PSV                                                                                          | Selectie Jong PSV: |
| vr. 25 september 2015 Aanvangstijd: 20:00 uur Plaats: Emmen JENS Vesting Toeschouwers: 3.380 Scheidsrechter: Ingmar Oostrom                      | Rick ten Voorde 61' | 1 - 0 1 - 1                               | 72' Steven Bergwijn                                                                               | BASISOPSTELLING: Bertrams - Loof, Hermannsson, Alberto, Heesakkers - O. Rommens, Leemans, Paal - Sanoh, Lundqvist, Bergwijn RESERVEBANK: Van Osch, Groenendijk, Gudmundsson, Lukovic, Blummel, Lammers WISSELS: 62' Blummel - Lundqvist 68' Lammers - Sanoh 75' Gudmundsson - Bergwijn                           |
| Sander Heesakkers(82') en Clint Leemans(90+6')                                                                                                   | |                                           |                                                                                                   | |
| 8e speelronde | Jong PSV | 1 - 1 (0 - 0)                             | Achilles '29                                                                                      | Selectie Jong PSV: |
| vr. 3 oktober 2015 Aanvangstijd: 20:00 uur Plaats: Eindhoven De Herdgang Toeschouwers: 585 Scheidsrechter: Laurens Gerrets                       | Kenneth Paal 75' | 0 - 1 1 - 1                               | 51' Hielke Penterman (pen.)                                                                       | BASISOPSTELLING: Van Osch - Loof, Hermannsson, Alberto, Blummel - O. Rommens, Leemans, Duarte - Sanoh, Lammers, Lukovic RESERVEBANK: Bertrams, Van Vlerken, Heesakkers, Groenendijk, Paal, Lundqvist, Cmiljanic WISSELS: 69' Paal - Leemans 76' Cmiljanic - Lammers                                              |
| | |                                           |                                                                                                   | |
| 9e speelronde | Fortuna Sittard | 1 - 1 (0 - 0)                             | Jong PSV                                                                                          | Selectie Jong PSV: |
| vr. 16 oktober 2015 Aanvangstijd: 20:00 uur Plaats: Sittard Fortuna Sittard Stadion Toeschouwers: 1.899 Scheidsrechter: Bert Put                 | Ferry de Regt 87' | 0 - 1 1 - 1                               | 86' Jordy de Wijs                                                                                 | BASISOPSTELLING: Bertrams - Loof, Alberto, De Wijs, Blummel - Vloet, Duarte, Paal - Jozefzoon, Lammers, Lukovic RESERVEBANK: Van Osch, Hermannsson, Van Vlerken, Leemans, O. Rommens, Cmiljanic, Boljević WISSELS: 63' Cmiljanic - Lammers 86' O. Rommens - Duarte                                               |
| Suently Alberto(76') | |                                           |                                                                                                   | |
| 10e speelronde | FC Oss | 0 - 0 (0 - 0)                             | Jong PSV                                                                                          | Selectie Jong PSV: |
| vr. 23 oktober 2015 Aanvangstijd: 20:00 uur Plaats: Oss Frans Heesen Stadion Toeschouwers: 1.639 Scheidsrechter: Steven van der Vrande           | |                                           |                                                                                                   | BASISOPSTELLING: Bertrams - Loof, Van Vlerken, Leemans, Blummel - O. Rommens, Vloet, Lukovic - Jozefzoon, Cmiljanic, Boljević RESERVEBANK: Mikkelsen, Groenendijk, Heesakkers, Paal, Van der Moot, Sanoh WISSELS: 57' Sanoh - Boljević 66' Paal - Lukovic 83' Van der Moot - Cmiljanic                           |
| Olivier Rommens(52') | |                                           |                                                                                                   | |
| 11e speelronde | Jong PSV | 4 - 3 (2 - 1)                             | SC Telstar                                                                                        | Selectie Jong PSV: |
| ma. 2 november 2015 Aanvangstijd: 20:00 uur Plaats: Eindhoven De Herdgang Toeschouwers: 500 Scheidsrechter: Rob Dieperink                        | Rai Vloet (pen.) 14' Kenneth Paal 35' Rai Vloet 82' Rai Vloet 90+2'                                                                                            | 1 - 0 1 - 1 2 - 1 2 - 2 2 - 3 3 - 3 4 - 3 | 51' Edo Knol 49' Marko Maletić 61' Tarik Tissoudali                                               | BASISOPSTELLING: Bertrams - Loof, Alberto, Leemans, Blummel - O. Rommens, Vloet, Paal - Jozefzoon, Cmiljanic, Boljević RESERVEBANK: Mikkelsen, Van Vlerken, Hermannsson, Heesakkers, Lukovic, Sanoh WISSELS: 62' Van Vlerken - Loof 67' Hermannsson - Cmiljanic 87' Blummel - Heesakkers                         |
| Suently Alberto(58') | |                                           |                                                                                                   | |
| 12e speelronde | Helmond Sport | 2 - 0 (4 - 2)                             | Jong PSV                                                                                          | Selectie Jong PSV: |
| vr. 6 november 2015 Aanvangstijd: 20:00 uur Plaats: Helmond Lavans Stadion Toeschouwers: 2.071 Scheidsrechter: Christian Mulder                  | Aleksandar Bjelica (pen.) 12' Gyrano Kerk 40' Gyrano Kerk 58' Aleksandar Bjelica (pen.) 80'                                                                    | 1 - 0 2 - 0 2 - 1 2 - 2 3 - 2 4 - 2       | 49' Steven Bergwijn 56' Steven Bergwijn                                                           | BASISOPSTELLING: J. Bertrams - Van Vlerken, Hermannsson, Alberto, Heesakkers - Paal, Vloet, Leemans - Jozefzoon, Bergwijn, Lukovic RESERVEBANK: Mikkelsen, Groenendijk, Loof, O. Rommens, Cmiljanic, Sanoh, Boljević WISSELS: 71' Loof - van Vlerken 71' Sanoh - Bergwijn 71' O. Rommens - Vloet                 |
| Bram van Vlerken(42') en Hjörtur Hermannsson(42')                                                                                                | |                                           |                                                                                                   | |
| 13e speelronde | Jong PSV | 3 - 3 (1 - 2)                             | Jong Ajax                                                                                         | Selectie Jong PSV: |
| ma. 23 november 2015 Aanvangstijd: 20:00 uur Plaats: Eindhoven De Herdgang Toeschouwers: 700 Scheidsrechter: Freek van Herk                      | Aleksandar Boljević 3' Sven Blummel 61' Moussa Sanoh 76' | 1 - 0 1 - 1 1 - 2 2 - 2 2 - 3 3 - 3       | 51' Aschraf El Mahdioui 38' Ricardo van Rhijn 75' Sam Hendriks                                    | BASISOPSTELLING: Koopmans - Van Vlerken, Alberto, De Wijs, Blummel - Paal, Vloet, Leemans - Sanoh, Bergwijn, Boljević RESERVEBANK: Bertrams, Loof, Hermannsson, Heesakkers, Lukovic, O. Rommens, Cmiljanic WISSELS: 63' O. Rommens - Bergwijn 76' Cmiljanic - Vloet 81' Hermannsson - Alberto                    |
| Clint Leemans(58') en Rai Vloet(74') | |                                           |                                                                                                   | |
| 14e speelronde | Jong PSV | 1 - 4 (0 - 3)                             | FC Dordrecht                                                                                      | Selectie Jong PSV: |
| vr. 27 november 2015 Aanvangstijd: 20:00 uur Plaats: Eindhoven De Herdgang Toeschouwers: 1004 Scheidsrechter: Stijn Berben                       | Moussa Sanoh 67' | 0 - 1 0 - 2 0 - 3 1 - 3 1 - 4             | 17' Bram van Vlerken (e.d.) 34' Rangelo Janga 35' Jeroen Lumu 35' Sai van Wermeskerken            | BASISOPSTELLING: Pasveer - Van Vlerken, Hermannsson, De Wijs, Heesakkers - Alberto, Leemans, O. Rommens - Paal, Cmiljanic, Boljević RESERVEBANK: Bertrams, Loof, Blummel, Heesakkers, Lukovic, Konings, Sanoh WISSELS: 46' Sanoh - Cmiljanic 60' Konings - Paal 73' Lukovic - De Wijs                            |
| Moussa Sanoh(53') en Bram van Vlerken(83') | |                                           |                                                                                                   | |
| 15e speelronde | FC Den Bosch | 0 - 0 (0 - 0)                             | Jong PSV                                                                                          | Selectie Jong PSV: |
| vr. 30 november 2015 Aanvangstijd: 20:00 uur Plaats: 's-Hertogenbosch Stadion De Vliert Toeschouwers: 2.069 Scheidsrechter: Karel van den Heuvel | |                                           |                                                                                                   | BASISOPSTELLING: Bertrams - Loof, Alberto, De Wijs, Poulsen - Lukovic, Paal, Leemans - Jozefzoon, Vloet, Sanoh RESERVEBANK: Van Osch, Groenendijk, Van Vlerken, Hermannsson, Duarte, Cmiljanic, Boljević WISSELS: 64' Duarte - Lukovic 75' Boljević - Sanoh                                                      |
| Suently Alberto(38') en Jordy de Wijs(57') | |                                           |                                                                                                   | |
| 16e speelronde | Jong PSV | 0 - 3 (0 - 0)                             | NAC Breda                                                                                         | Selectie Jong PSV: |
| ma. 7 december 2015 Aanvangstijd: 20:00 uur Plaats: Eindhoven Jan Louwers Stadion Toeschouwers: 1063 Scheidsrechter: Christian Mulder            | | 0 - 1 0 - 2 0 - 3                         | 52' Joey Suk 73' Mats Seuntjens 89' Kevin Brands (pen.)                                           | BASISOPSTELLING: Koopmans - Loof, Van Vlerken, Hermannsson, Heesakkers - O. Rommens, Paal, Leemans - Sanoh, Cmiljanic, Boljević RESERVEBANK: Bertrams, Blummel, Groeneveld, Lukovic, Daneels WISSELS: 46' Blummel - Heesakkers 67' Groeneveld - Sanoh 79' Lukovic - Boljević                                     |
| | |                                           |                                                                                                   | |
| 17e speelronde | Jong PSV | 3 - 4 (1 - 2)                             | Almere City                                                                                       | Selectie Jong PSV: |
| vr. 11 december 2015 Aanvangstijd: 20:00 uur Plaats: Eindhoven De Herdgang Toeschouwers: 306 Scheidsrechter: Steven van der Vrande               | Clint Leemans 16' Suently Alberto 52' Rai Vloet (pen.) 68' | 0 - 1 1 - 1 1 - 2 2 - 2 2 - 3 3 - 3 3 - 4 | 3' Pelle van Amersfoort 21' Jason Oost 66' Enzio Boldewijn 82' Augustine Loof (e.d.)              | BASISOPSTELLING: Bertrams - Loof, Van Vlerken, Alberto, Carolina - Lundqvist, Vloet, Leemans - Paal, Lammers, Lukovic RESERVEBANK: Van Osch, Hermannsson, Groenendijk, Duarte, Gudmundsson, O. Rommens, Boljević WISSELS: 46' Hermannsson - van Vlerken 80' Duarte - Paal 84' Gudmundsson - Lukovic              |
| Clint Leemans(19') | |                                           |                                                                                                   | |
| 18e speelronde | FC Eindhoven | 2 - 0 (0 - 0)                             | Jong PSV                                                                                          | Selectie Jong PSV: |
| vr. 18 december 2015 Aanvangstijd: 20:00 uur Plaats: Eindhoven Jan Louwers Stadion Toeschouwers: 3.354 Scheidsrechter: Richard Martens           | Jinty Caenepeel 73' Anthony van den Hurk 75' | 1 - 0 2 - 0                               |                                                                                                   | BASISOPSTELLING: Bertrams - Abels, Hermannsson, Carolina, Groenendijk - Paal, Vloet, Duarte - Lundqvist, Lammers, Boljević RESERVEBANK: Van Osch, Loof, Blummel, Leemans, Gudmundsson, O. Rommens, Sanoh WISSELS: 70' O. Rommens - Paal 71' Sanoh - Boljević 86' Gudmundsson - Lammers                           |
| Moussa Sanoh(89') | |                                           |                                                                                                   | |
| 19e speelronde | Go Ahead Eagles | 1 - 2 (1 - 1)                             | Jong PSV                                                                                          | Selectie Jong PSV: |
| vr. 15 januari 2016 Aanvangstijd: 20:00 uur Plaats: Deventer De Adelaarshorst Toeschouwers: 8.075 Scheidsrechter: Martin Pérez                   | Leon de Kogel 18' | 1 - 0 1 - 1 1 - 2                         | 37' Steven Bergwijn 59' Rai Vloet                                                                 | BASISOPSTELLING: Koopmans - Van Vlerken, Koch, Hermannsson, Alberto - Paal, Vloet, Leemans - Lundqvist, Bergwijn, Boljević RESERVEBANK: Bertrams, Loof, Blummel, Duarte, Gudmundsson, O. Rommens, Lammers WISSELS: 62' Loof - Koch 84' Gudmundsson - Paal 90+2' O. Rommens - Boljević                            |
| Hjörtur Hermannsson(32'), Clint Leemans(43') en Suently Alberto(77')                                                                             | |                                           |                                                                                                   | |
| 20e speelronde | Jong PSV | 2 - 0 (2 - 0)                             | MVV Maastricht                                                                                    | Selectie Jong PSV: |
| ma. 18 januari 2016 Aanvangstijd: 20:00 uur Plaats: Eindhoven Jan Louwers Stadion Toeschouwers: 417 Scheidsrechter: Freek van Herk               | Jordy de Wijs 26' Steven Bergwijn 41' | 1 - 0 2 - 0                               |                                                                                                   | BASISOPSTELLING: Koopmans - Loof, Alberto, De Wijs, Willems - Paal, Vloet, Leemans - Lundqvist, Jozefzoon, Bergwijn RESERVEBANK: Bertrams, Hermannsson, Van Vlerken, Beto da Silva, Gudmundsson, Lammers, Boljević WISSELS: 61' Hermannsson - Willems 75' Beto da Silva - Lundqvist                              |
| Augustine Loof(66') en Jordy de Wijs(80') | |                                           |                                                                                                   | |
| 21e speelronde | VVV-Venlo | 1 - 2 (0 - 1)                             | Jong PSV                                                                                          | Selectie Jong PSV: |
| vr. 22 januari 2016 Aanvangstijd: 20:00 uur Plaats: Venlo De Koel Toeschouwers: 3.753 Scheidsrechter: Steven van der Vrande                      | Jonathan Opoku 52' | 0 - 1 1 - 1 1 - 2                         | 9' Aleksandar Boljević 90+2' Rai Vloet (pen.)                                                     | BASISOPSTELLING: Pasveer - Van Vlerken, Koch, Alberto, Poulsen - Paal, Vloet, Leemans - Lundqvist, Bergwijn, Boljević RESERVEBANK: Bertrams, Loof, Hermannsson, Heesakkers, Beto da Silva, O. Rommens, Scamacca WISSELS: 46' Heesakkers - Poulsen 61' Scamacca - Bergwijn 74' Beto da Silva - Boljević           |
| Menno Koch(53') en Kenneth Paal(85') | |                                           |                                                                                                   | |
| 22e speelronde | Jong PSV | 3 - 1 (2 - 1)                             | RKC Waalwijk                                                                                      | Selectie Jong PSV: |
| ma. 1 februari 2016 Aanvangstijd: 20:00 uur Plaats: Eindhoven De Herdgang Toeschouwers: 450 Scheidsrechter: Christian Mulder                     | Aleksandar Boljević 24' Steven Bergwijn 39' Luiz Beto da Silva 76'                                                                                             | 0 - 1 1 - 1 2 - 1 3 - 1                   | 10' Pieter Langedijk                                                                              | BASISOPSTELLING: Van Osch - Van Vlerken, Koch, De Wijs, Carolina - Paal, Gudmundsson, Leemans - Lundqvist, Bergwijn, Boljević RESERVEBANK: Bertrams, Loof, Heesakkers, Beto da Silva, Duarte, O. Rommens, Scamacca WISSELS: 59' Beto da Silva - Paal 77' O. Rommens - Gudmundsson 87' Scamacca - Bergwijn        |
| | |                                           |                                                                                                   | |
| 23e speelronde | Jong PSV | 2 - 2 (0 - 0)                             | FC Volendam                                                                                       | Selectie Jong PSV: |
| vr. 12 februari 2016 Aanvangstijd: 20:00 uur Plaats: Eindhoven De Herdgang Toeschouwers: 601 Scheidsrechter: Davy Otto                           | Aleksandar Boljević 66' Clint Leemans (pen.) 90' | 0 - 1 0 - 2 1 - 2 2 - 2                   | 51' Gyliano van Velzen 54' Erik Schouten                                                          | BASISOPSTELLING: Koopmans - Van Vlerken, Koch, De Wijs, Poulsen - Paal, Gudmundsson, Leemans - Lundqvist, Bergwijn, Boljević RESERVEBANK: Bertrams, Loof, Hermannsson, Alberto, Blummel, O. Rommens, Beto da Silva WISSELS: 64' Hermannsson - De Wijs 71' Beto da Silva - Gudmundsson 79' O. Rommens - Lundqvist |
| | |                                           |                                                                                                   | |
| 24e speelronde | Sparta Rotterdam | 1 - 0 (0 - 0)                             | Jong PSV                                                                                          | Selectie Jong PSV: |
| ma. 15 februari 2016 Aanvangstijd: 20:00 uur Plaats: Rotterdam Het Kasteel Toeschouwers: 6.455 Scheidsrechter: Karel van den Heuvel              | Paco van Moorsel 71' | 1 - 0                                     |                                                                                                   | BASISOPSTELLING: Koopmans - Van Vlerken, Koch, De Wijs, Poulsen - Paal, Lundqvist, Leemans - Beto da Silva, Bergwijn, Boljević RESERVEBANK: Bertrams, Loof, Alberto, Duarte, Gudmundsson, O. Rommens, Lammers WISSELS: 46' Loof - Van Vlerken 67' Lammers - Beto da Silva 76' Alberto - Paal                     |
| Simon Poulsen(71') | |                                           |                                                                                                   | |
| 25e speelronde | Jong PSV | 0 - 0 (0 - 0)                             | FC Emmen                                                                                          | Selectie Jong PSV: |
| vr. 19 februari 2016 Aanvangstijd: 20:00 uur Plaats: Eindhoven De Herdgang Toeschouwers: 550 Scheidsrechter: Laurens Gerrets                     | |                                           |                                                                                                   | BASISOPSTELLING: Van Osch - Loof, Koch, De Wijs, Alberto - Paal, Gudmundsson, Leemans - Boljević, Bergwijn, Lestienne RESERVEBANK: Bertrams, Van Vlerken, Heesakkers, Lukovic, O. Rommens, Lammers, Beto da Silva WISSELS: 80' Beto da Silva - Boljević                                                          |
| Steven Bergwijn(61') en Menno Koch(83') | |                                           |                                                                                                   | |
| 26e speelronde | Achilles '29 | 3 - 2 (2 - 1)                             | Jong PSV                                                                                          | Selectie Jong PSV: |
| vr. 26 februari 2016 Aanvangstijd: 20:00 uur Plaats: Groesbeek Sportpark De Heikant Toeschouwers: 1.485 Scheidsrechter: Christian Mulder         | Omid Popalzay 14' Freek Thoone 71' Mehmet Dingil 57' | 1 - 0 1 - 1 2 - 1 3 - 1 3 - 2             | 31' Sam Lammers 90+2' Andrija Lukovic                                                             | BASISOPSTELLING: Koopmans - Van Vlerken, Koch, De Wijs, Poulsen - Lukovic, Maher, Leemans - Verreth, Lammers, Boljević RESERVEBANK: Bertrams, Loof, Duarte, Paal, Lundqvist, Beto da Silva, Laursen WISSELS: 60' Beto da Silva - Lammers 72' Lundqvist - Poulsen 81' Laursen - Boljević                          |
| Jordy de Wijs(38') | |                                           |                                                                                                   | |
| 27e speelronde | Jong PSV | 0 - 1 (0 - 0)                             | Fortuna Sittard                                                                                   | Selectie Jong PSV: |
| ma. 7 maart 2016 Aanvangstijd: 20:00 uur Plaats: Eindhoven Jan Louwers Stadion Toeschouwers: 500 Scheidsrechter: Steven van der Vrande           | | 0 - 1                                     | 54' Roel Janssen (pen.)                                                                           | BASISOPSTELLING: Pasveer - Van Vlerken, Koch, De Wijs, Alberto - Paal, Maher, Leemans - Lundqvist, Bergwijn, Beto da Silva RESERVEBANK: Bertrams, Loof, Heesakkers, Blummel, Lukovic, O. Rommens, Cmiljanic WISSELS: 66' Cmiljanic - Beto da Silva 72' Blummel - Alberto 81' O. Rommens - Paal                   |
| | |                                           |                                                                                                   | |
| 28e speelronde | SC Telstar | 1 - 1 (1 - 1)                             | Jong PSV                                                                                          | Selectie Jong PSV: |
| vr. 11 maart 2016 Aanvangstijd: 20:00 uur Plaats: Velsen Rabobank IJmond Stadion Toeschouwers: 1.663 Scheidsrechter: Freek van Herk              | Stefano Lilipaly 16' | 1 - 0 1 - 1                               | 23' Albert Gudmundsson                                                                            | BASISOPSTELLING: Van Osch - Loof, Koch, De Wijs, Alberto - O. Rommens, Paal, Leemans - Gudmundsson, Cmiljanic, Bergwijn RESERVEBANK: Bertrams, Van Vlerken, Duarte, Heesakkers, Lukovic, Beto da Silva, Lammers WISSELS: 85' Heesakkers - Alberto 87' Beto da Silva - Gudmundsson 90' Van Vlerken - Paal         |
| Clint Leemans(77') en Steven Bergwijn(79') Boris Cmiljanic(40' en 66')                                                                           | |                                           |                                                                                                   | |
| 29e speelronde | Jong PSV | 3 - 1 (2 - 0)                             | Helmond Sport                                                                                     | Selectie Jong PSV: |
| ma. 14 maart 2016 Aanvangstijd: 20:00 uur Plaats: Eindhoven De Herdgang Toeschouwers: 550 Scheidsrechter: Rob Dieperink                          | Nikolai Laursen 13' Kenneth Paal 35' Beto da Silva 84' | 1 - 0 2 - 0 2 - 1 3 - 1                   | 60' Sam Strijbosch                                                                                | BASISOPSTELLING: Van Osch - Van Vlerken, Koch, Alberto, Heesakkers - Paal, Maher, Duarte - Gudmundsson, Bergwijn, Laursen RESERVEBANK: Bertrams, Loof, Blummel, O. Rommens, Lukovic, Beto da Silva, Lammers WISSELS: 73' Lammers - Laursen 75' Beto da Silva - Gudmundsson 85' Loof - Paal                       |
| Adam Maher(90+2') en Steven Bergwijn(90+2') | |                                           |                                                                                                   | |
| 30e speelronde | Jong Ajax | 1 - 2 (0 - 0)                             | Jong PSV                                                                                          | Selectie Jong PSV: |
| vr. 18 maart 2016 Aanvangstijd: 20:00 uur Plaats: Amsterdam Sportpark De Toekomst Toeschouwers: 642 Scheidsrechter: Martin Pérez                 | Frenkie de Jong 49' | 1 - 0 1 - 1 1 - 2                         | 79' Jordy de Wijs 82' Menno Koch                                                                  | BASISOPSTELLING: Koopmans - Van Vlerken, Koch, De Wijs, Alberto - Paal, Maher, Leemans - Gudmundsson, Bergwijn, Laursen RESERVEBANK: Bertrams, Loof, Heesakkers, Duarte, O. Rommens, Beto da Silva, Boljević WISSELS: 28' Loof - Van Vlerken 59' Boljević - Gudmundsson 77' Beto da Silva - Leemans              |
| | |                                           |                                                                                                   | |
| 31e speelronde | Jong PSV | 3 - 1 (2 - 0)                             | FC Oss                                                                                            | Selectie Jong PSV: |
| ma. 4 april 2016 Aanvangstijd: 20:00 uur Plaats: Eindhoven Jan Louwers Stadion Toeschouwers: 369 Scheidsrechter: Nathan Verboomen                | Steven Bergwijn 19' Steven Bergwijn 42' Koch 54' | 1 - 0 2 - 0 3 - 0 3 - 1                   | 60' Felitciano Zschusschen                                                                        | BASISOPSTELLING: Koopmans - Loof, Koch, De Wijs, Alberto - Gudmundsson, Paal, Leemans - Boljević, Bergwijn, Laursen RESERVEBANK: Bertrams, Groenendijk, Blummel, Heesakkers, O. Rommens, Beto da Silva, Scamacca WISSELS: 86' O. Rommens - Gudmundsson 90' Beto da Silva - Bergwijn                              |
| Olivier Rommens(89') | |                                           |                                                                                                   | |
| 32e speelronde | FC Dordrecht | 4 - 0 (1 - 0)                             | Jong PSV                                                                                          | Selectie Jong PSV: |
| vr. 8 april 2016 Aanvangstijd: 20:00 uur Plaats: Dordrecht Riwal Hoogwerkers Stadion Toeschouwers: 1.223 Scheidsrechter: Laurens Gerrets         | Rangelo Janga 18' Rangelo Janga 83' Glenn Bijl 87' Alvin Daniels 90+1'                                                                                         | 1 - 0 2 - 0 3 - 0 4 - 0                   |                                                                                                   | BASISOPSTELLING: Koopmans - Loof, Koch, Alberto, Heesakkers - Rommens, Paal, Leemans - Boljević, Bergwijn, Laursen RESERVEBANK: Mikkelsen, Groenendijk, Blummel, Lukovic, O. Rommens, Beto da Silva, Cmiljanić WISSELS: 7' Beto da Silva - Bergwijn 75' O. Rommens - Heesakkers 83' Cmiljanić - Laursen          |
| | |                                           |                                                                                                   | |
| 33e speelronde | Jong PSV | 2 - 1 (1 - 0)                             | FC Den Bosch                                                                                      | Selectie Jong PSV: |
| ma. 11 april 2016 Aanvangstijd: 20:00 uur Plaats: Eindhoven Jan Louwers Stadion Toeschouwers: 350 Scheidsrechter: Richard Martens                | Clint Leemans 2' Adam Maher 83' | 1 - 0 1 - 1 2 - 1                         | 66' Abdelaziz Khalouta                                                                            | BASISOPSTELLING: Pasveer - Loof, Koch, De Wijs, Poulsen - Paal, Maher, Leemans - Boljević, Gudmundsson, Laursen RESERVEBANK: Van Osch, Alberto, P. Rommens, O. Rommens, Lammers, Beto da Silva, Cmiljanić WISSELS: 61' Alberto - Poulsen 73' Beto da Silva - Laursen 90' Lammers - Gudmundsson                   |
| Adam Maher(21'), Suenlty Alberto(65') en Menno Koch(69')                                                                                         | |                                           |                                                                                                   | |
| 34e speelronde | NAC Breda | 5 - 2 (3 - 2)                             | Jong PSV                                                                                          | Selectie Jong PSV: |
| vr. 15 april 2016 Aanvangstijd: 20:00 uur Plaats: Breda Rat Verlegh Stadion Toeschouwers: 14.500 Scheidsrechter: Erwin Blank                     | Mats Seuntjens 3' Augustine Loof (e.d.) 11' Sjoerd Ars 24' Mats Seuntjens 65' Augustine Loof (e.d.) 82'                                                        | 1 - 0 2 - 0 3 - 0 3 - 1 3 - 2 4 - 2 5 - 2 | 35' Aleksandar Boljević 37' Clint Leemans (pen.)                                                  | BASISOPSTELLING: Koopmans - Loof, Koch, Carolina, Poulsen - Gudmundsson, Paal, Leemans - Boljević, Lammers, Beto da Silva RESERVEBANK: Van Osch, Abels, Blummel, Duarte, O. Rommens, Verreth, Cmiljanić WISSELS: 63' O. Rommens - Lammers 78' Duarte - Gudmundsson 79' Cmiljanić - Beto da Silva                 |
| Augustine Loof(40'), Aleksandar Boljević(47'), Jurich Carolina(62') en Menno Koch(75')                                                           | |                                           |                                                                                                   | |
| 35e speelronde | Jong PSV | 2 - 0 (1 - 0)                             | FC Eindhoven                                                                                      | Selectie Jong PSV: |
| vr. 22 april 2016 Aanvangstijd: 20:00 uur Plaats: Eindhoven De Herdgang Toeschouwers: 900 Scheidsrechter: Stijn Berben                           | Boris Cmiljanić 5' Boris Cmiljanić 87' | 1 - 0 2 - 0                               |                                                                                                   | BASISOPSTELLING: Pasveer - O. Rommens, Koch, De Wijs, Poulsen - Paal, Maher, Leemans - Boljević, Cmiljanić, Beto da Silva RESERVEBANK: Bertrams, Loof, Alberto, Groenendijk, Blummel, P. Rommens, Gudmundsson WISSELS: 73' Loof - O. Rommens 76' P. Rommens - Paal 88' Alberto - Boljević                        |
| Menno Koch(36'), Simon Poulsen(62') en Olivier Rommens(64')                                                                                      | |                                           |                                                                                                   | |
| 36e speelronde | Almere City FC | 7 - 0 (3 - 0)                             | Jong PSV                                                                                          | Selectie Jong PSV: |
| vr. 29 april 2016 Aanvangstijd: 20:00 uur Plaats: Almere Yanmar Stadion Toeschouwers: 2197 Scheidsrechter: Joey Kooij                            | Soufyan Ahannach 4' Jason Oost (pen.) 16' Jason Oost 25' Ricardo Kip (pen.) 48' Silvester van der Water 84' Silvester van der Water 88' Soufyan Ahannach 90+1' | 1 - 0 2 - 0 3 - 0 4 - 0 5 - 0 6 - 0 7 - 0 |                                                                                                   | BASISOPSTELLING: Bertrams - O. Rommens, Alberto, De Wijs, Poulsen - Gudmundsson, Paal, Leemans - Boljević, Cmiljanić, Laursen RESERVEBANK: Mikkelsen, Loof, Blummel, Van Vlerken, Heesakkers WISSELS: 15' Loof - Cmiljanić 54' Van Vlerken - Gudmundsson 64' Blummel - Poulsen                                   |
| Suently Alberto(16') Olivier Rommens(2') en Jordy de Wijs(47')                                                                                   | |                                           |                                                                                                   | |

2013/14 · 2014/15 · 2015/16 · 2016/17 · 2017/18 · 2018/19 · 2019/20 · 2020/21 · 2021/22 · 2022/23 · 2023/24 · 2024/25
Achilles '29 ·
Jong Ajax ·
Almere City FC ·
FC Den Bosch ·
FC Dordrecht ·
FC Eindhoven ·
FC Emmen ·
Fortuna Sittard ·
Go Ahead Eagles ·
Helmond Sport ·
MVV Maastricht ·
NAC Breda ·
FC Oss ·
Jong PSV ·
RKC Waalwijk ·
Sparta Rotterdam ·
Telstar ·
VVV-Venlo ·
FC Volendam